# Porteus
 (octobre 2020).
Porteus (anciennement Slax Remix) est un système d’exploitation GNU/Linux basé sur Slackware et Slax. Son utilisation ne nécessite pas d’installation, le système d’exploitation peut être chargé via un cédérom ou une clé USB.
Porteus est disponible pour les systèmes X86 et X64.

## Développement
La version 32 bits utilise KDE version 3 comme environnement de bureau alors que la version 64 bits utilise KDE4. Les deux versions sont également disponibles avec l’environnement de bureau LXDE. Le projet Porteus débuta sous la désignation Slax remix début 2010 et la communauté du projet utilise le noyau Zen pour améliorer et mettre à jour Slax.

## Caractéristiques
Porteus est basé sur les "Scripts Linux Live", qui ont été beaucoup modifiés afin d’améliorer la vitesse de démarrage et d’extinction de l’ordinateur. La version 1.0 de Porteus est basée sur la version 13.37 de Slackware afin de fournir une stabilité importante.

## Installation
En comparaison avec d’autres systèmes d’exploitation, les avantages de Porteus sont sa simplicité, son installation rapide et sa prise en main aisée. Le gestionnaire de paquets est simple d'emploi et rapide. Les paquets sont présentés comme des modules que l’on peut télécharger et installer en quelques clics et peuvent être supprimés aussi facilement. Cette structure modulaire permet de s’adapter facilement aux utilisateurs.